# Agrarialia sexualis
Agrarialia sexualis är en tvåvingeart som beskrevs av Charles Howard Curran 1934. Agrarialia sexualis ingår i släktet Agrarialia och familjen parasitflugor.
Artens utbredningsområde är Panama. Inga underarter finns listade i Catalogue of Life.